# Obština Alfatar
Obština Alfatar (bulharsky Община Алфатар) je bulharská jednotka územní samosprávy v Silisterské oblasti. Leží ve východním Bulharsku v Dolnodunajské nížině na severních svazích Dolnodunajských vysočin. Sídlem obštiny je město Alfatar, kromě něj zahrnuje obština 6 vesnic. Žije zde přes 2 tisíce stálých obyvatel.

## Sídla
| - Alekovo - Alfatar (sídlo správy) - Bistra | - Car Asen - Čukovec | - Kutlovica - Vasil Levski |

## Sousední obštiny
| Růžice kompasu |                 | Silistra |           | Růžice kompasu |
| Růžice kompasu |                 | Sever    | Kajnardža | Růžice kompasu |
| Růžice kompasu | Obština Alfatar |          | Kajnardža | Růžice kompasu |
| Růžice kompasu | Jih             |          | Kajnardža | Růžice kompasu |
| Růžice kompasu | Dulovo          |          | Tervel    | Růžice kompasu |

## Obyvatelstvo
K 15. prosinci 2024 v obštině žilo 2 615 obyvatel a bylo zde trvale hlášeno 2 902 obyvatel. Podle sčítání 7. září 2021 bylo národnostní složení následující:
- Bulhaři: 1 543 (70.5 %)
- Turci: 379 (17.3 %)
- Romové: 251 (11.5 %)
- ostatní[p 4]: 15 (0.7 %)

V období 2011 až 2021 v obštině ubylo 494 obyvatel.